# Haman (Bibeln)

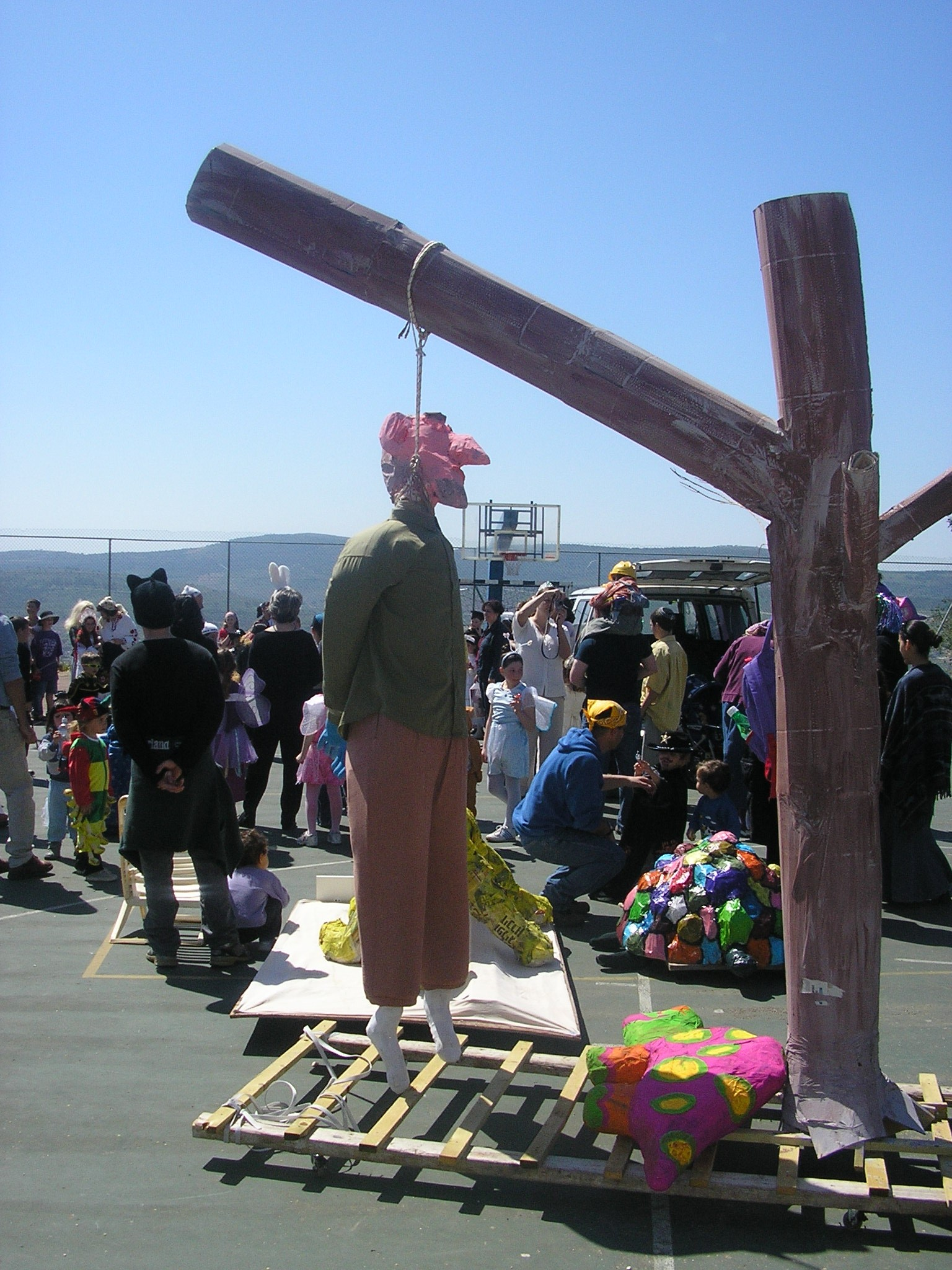
Haman hängs symbolisk under Purim i Israel

Haman var enligt Esters bok namnet på en furste som under Ahasverus/Xerxes regering försökte utrota judarna i Persiska riket. I bibelboken kallas han en "agagit", det vill säga avkomling av Agag, en kung av judarnas fiende Amalek.